# داتشيان سيولو
داتشيان جوليان سيولو (بالرومانية: Dacian Julien Cioloș) (من مواليد 27 تموز / يوليو 1969) هو مهندس زراعي روماني شغل منصب رئيس وزراء رومانيا بين تشرين الثاني / نوفمبر 2015 وكانون الثاني / يناير 2017. وشغل قبل ذلك منصب وزير الزراعة من تشرين الأول / أكتوبر 2007 إلى كانون الأول / ديسمبر 2008. في تشرين الثاني / نوفمبر 2009، رشحه رئيس المفوضية الأوروبية خوسيه مانويل باروسو لمنصب مفوض الزراعة ‏، وهو المنصب الذي تولاه في شباط / فبراير 2010 واستمر حتى انتهاء ولايته في تشرين الثاني / نوفمبر 2014. في نوفمبر 2015، عينه الرئيس ‏ كلاوس يوهانيس رئيساً للوزراء، وتولى سيولو منصبه بعد حصوله على موافقة البرلمان. وبقي في منصبه حتى بعد الانتخابات البرلمانية لعام 2016، والتي خسرتها الأحزاب التي دعمته لمواصلة ولايته. سيولو هو المؤسس والقائد الحالي لحزب الحرية والوحدة والتضامن ‏. في أيار / مايو 2019، تم انتخابه عضواً في البرلمان الأوروبي، وأصبح فيما بعد زعيم المجموعة السياسية الجديدة تجديد أوروبا.